# Phaenocarpa zambiaensis
Phaenocarpa zambiaensis är en stekelart som beskrevs av Fischer 1997. Phaenocarpa zambiaensis ingår i släktet Phaenocarpa och familjen bracksteklar. Inga underarter finns listade i Catalogue of Life.